# Polregio
POLREGIO , anciennement Przewozy Regionalne, est un opérateur ferroviaire en Pologne, responsable du transport local et interrégional de voyageurs. Chaque jour, il opère environ 3 000 trains régionaux. En 2002, il a transporté 215 millions de passagers.

## Histoire

### SociétéPrzewozy Regionalne(2001-2020)
La société PKP Przewozy Regionalne est créée, le 1er octobre 2001, lors de la scission de l'opérateur ferroviaire national Polskie Koleje Państwowe (PKP) en plusieurs sociétés pour répondre aux exigences de l'Union européenne. Néanmoins elle commence son fonctionnement sous l'acronyme PKP en étant une filiale à 100% du groupe PKP. C'est le 22 décembre 2008, que la société devient indépendante lors du transfert de propriété des actions aux collectivités autonomes de voïvodie. Après cette date, toutes ses actions ont été transférées aux seize gouvernements régionaux. Ainsi, la société ne fait plus partie du groupe PKP et sur les lignes interrégionales, ses trains InterRegio sont en concurrence avec les trains PKP Intercity TLK. 
Le 8 décembre 2009 la société prend réellement son autonomie avec un changement d'image, avec l'abandon de l'acronyme PKP, une modification du logo et des couleurs de l'entreprise qui deviennent bleu, vert et bleu marine. Cela marque la finalisation de la procédure de l'autonomisation des transports régionaux. Jusqu'au 22 décembre 2008, Przewozy Regionalne était une filiale à du groupe PKP. 
La création de la marque Polregio, est décidée le 8 décembre 2016, elle s'accompagne d'un changement de logo et des couleurs de l'entreprise. Cette nouvelle image commence à être appliquée sur le matériel roulant au début de l'année 2017.

### SociétéPolregio(depuis 2020)
Le 23 janvier 2020, l'entreprise Przewozy Regionalne sp. zoo change officiellement de nom pour devenir POLREGIO sp. zoo.

## Catégories

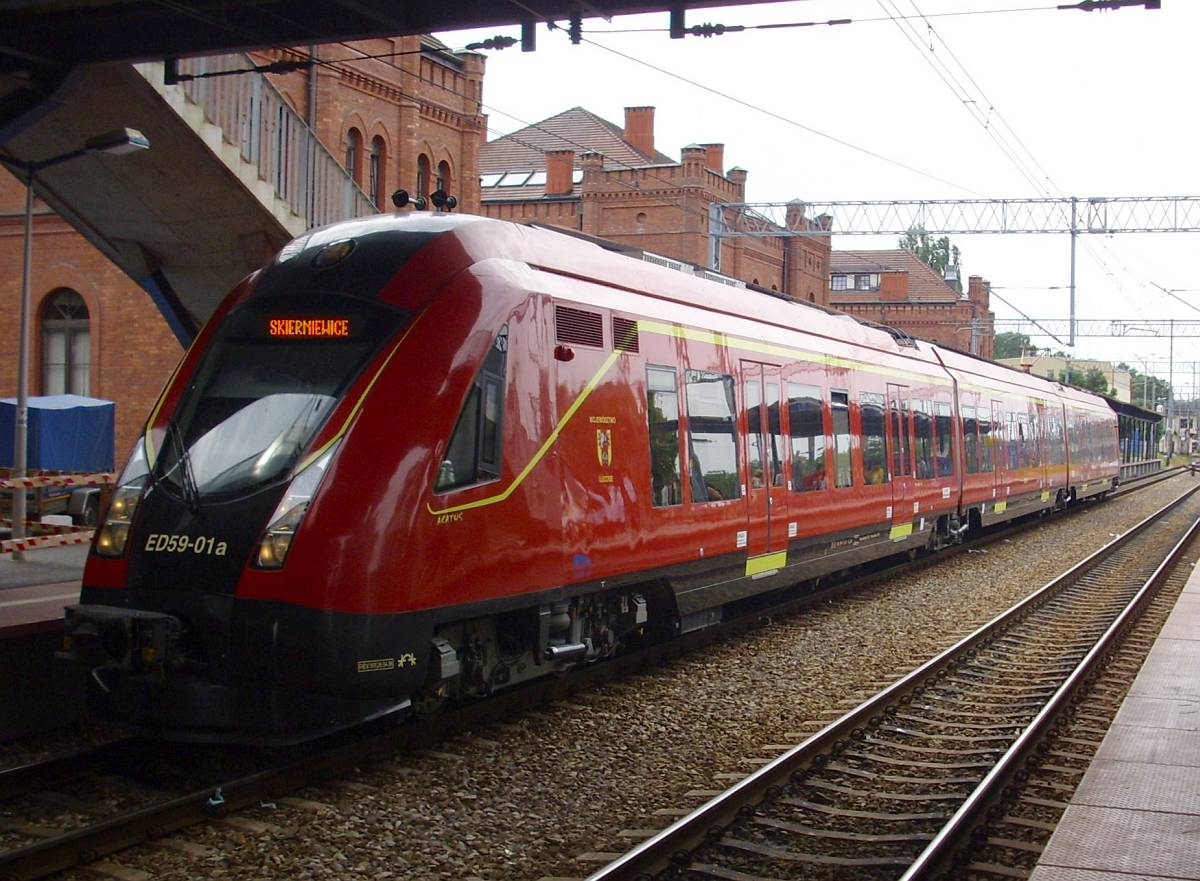
Un ED59 à Skierniewice. Ce genre de rames assure actuellement les trains InterRegio entre Varsovie et Łódź

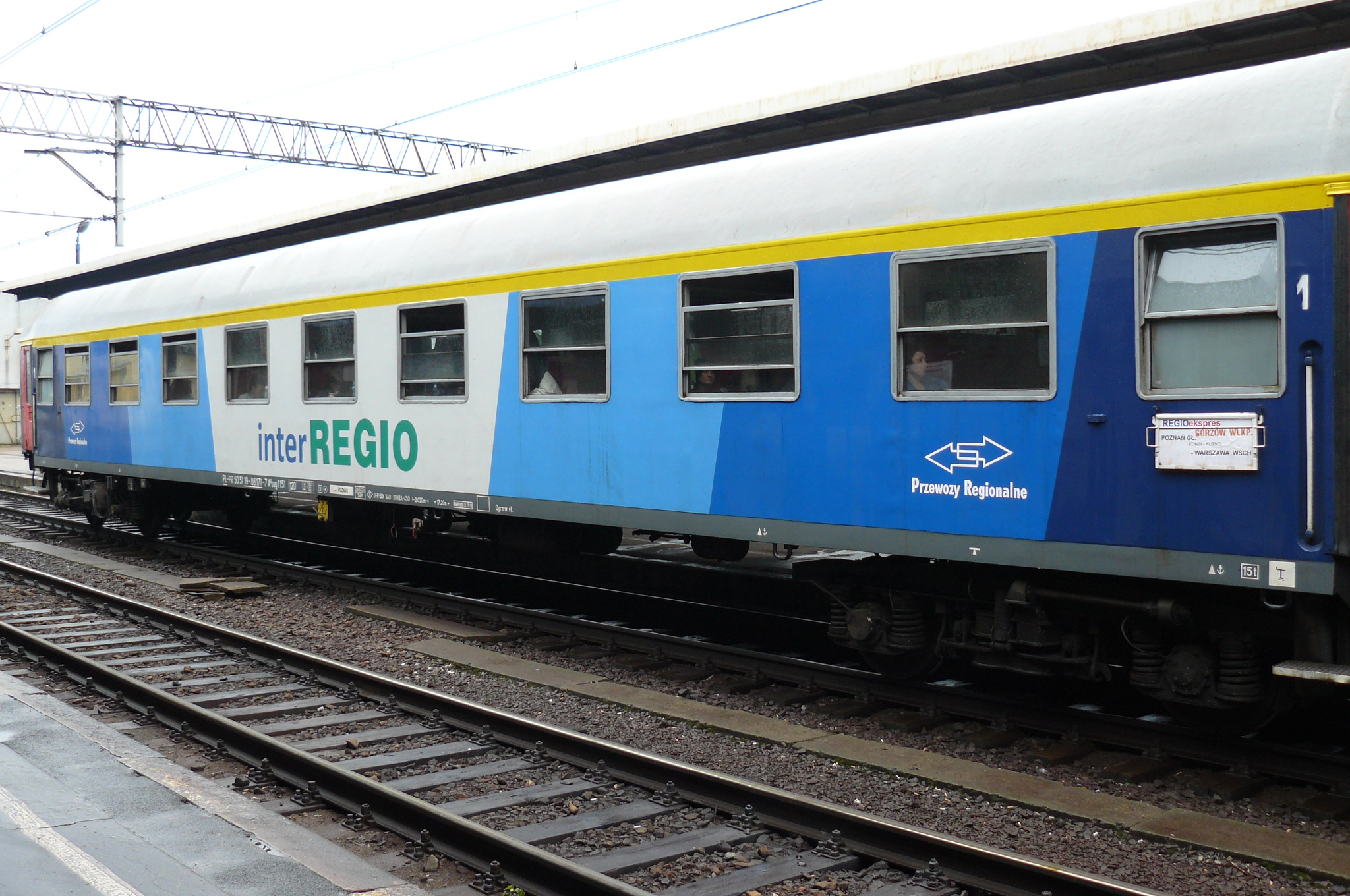
Une voiture typique d'InterRegio

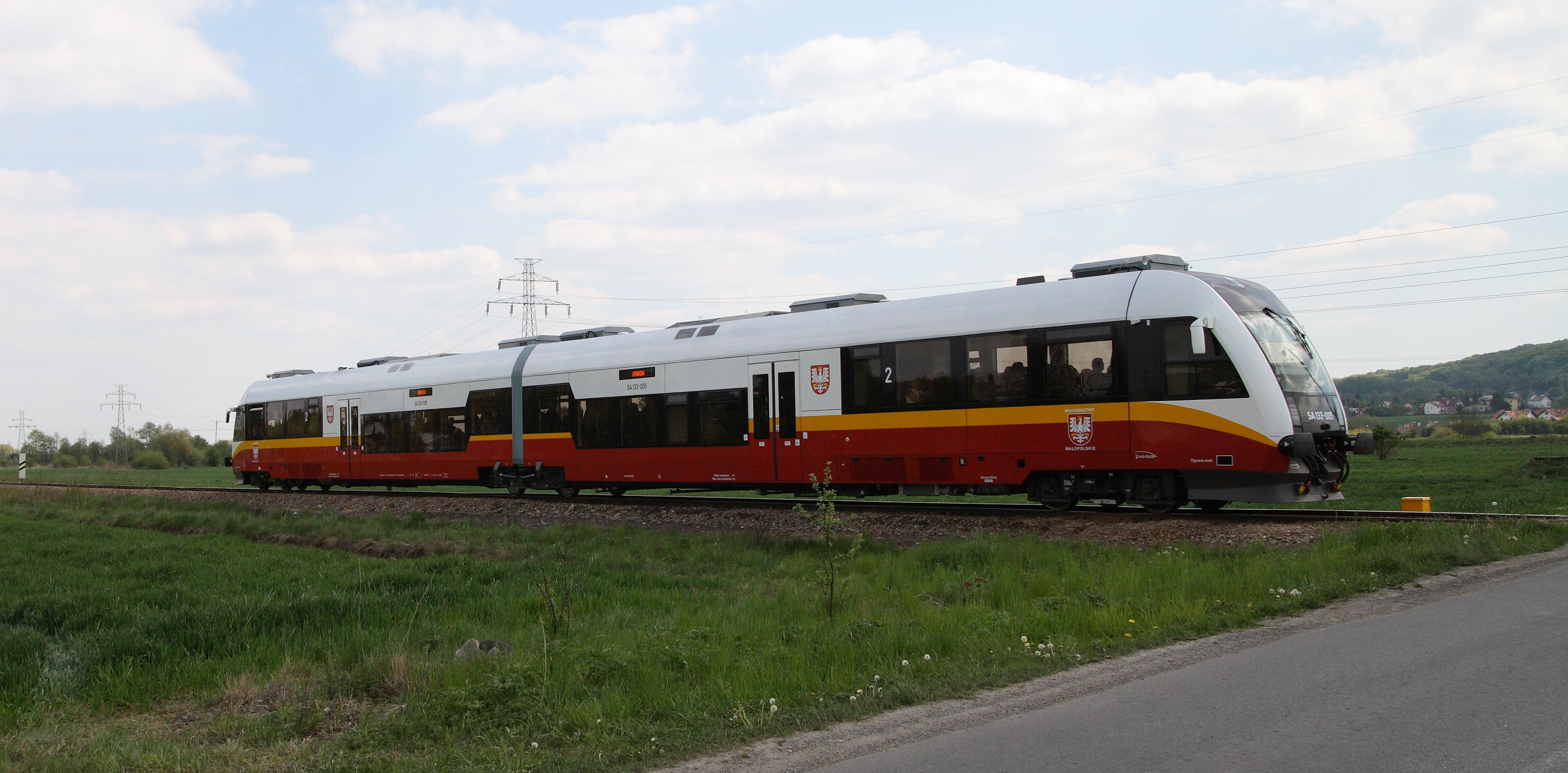
Un SA133 assure un train Balice Ekspres à l'aéroport international de Cracovie

REGIO (R)
Train de voyageurs local, 2e classe seulement, arrêts (généralement) dans toutes les gares
REGIOplus
Train de voyageurs local semi-rapide, de 2e classe seulement, s’arrête dans un nombre limité de gares, au même tarif que Regio
interREGIO (IR)
Train rapide interrégional à faible coût, 2e classe seulement, uniquement dans les gares moyennes et grandes; depuis le 1er septembre 2015, uniquement sur les liaisons reliant Łódź et Varsovie ainsi que Ełk et Hrodna (Biélorussie), en raison de la situation économique de l'entreprise et de sa restructuration.
REGIOekspres (RE)
Trains rapides sur les liaisons internationales; arrêts dans les principales gares; 1re et 2e classe, niveau supérieur à celui de l'IR; actuellement uniquement sur les liaisons Dresde Hbf - Wrocław Główny et Francfort (Oder) - Poznań (les deux sont exploités par DB Regio (en) sur la partie allemande du trajet en tant que RegionalExpress)
Il existe également un service de train spécial appelé Balice Ekspres, reliant l'aéroport international Jean-Paul II de Cracovie-Balice à la gare principale de Cracovie avec son propre tarif.
Pour les liaisons intérieures, les trains IR et RE partagent le même tarif pour la 2e classe (ce qui signifie que vous pouvez monter à bord d'un train RE avec un billet IR et inversement). À l'exception des deux trains RegioEkspres mentionnés ci-dessus, il n'y a pas de réservation pour les trains Przewozy Regionalne.
Jusqu'au 1 er décembre 2008, la société exploitait également 300 autres trains rapides interrégionaux et internationaux (pociąg pospieszny), mais sur décision du gouvernement, les trains rapides interrégionaux et internationaux ont été transférés à sa société sœur, PKP Intercity SA, et renommée " Tanie Linie Kolejowe ".

## Flotte

### Automotrices électriques
(au 31 décembre 2013)
| Série     | Quantité | Propriétaire                      |
| --------- | -------- | --------------------------------- |
| EN57      | 667      | Przewozy Regionalne               |
| EN57      | 56       | Gouvernements locaux              |
| EN71 (en) | 33       | Przewozy Regionalne               |
| EN71 (en) | 3        | Région Pomorskie                  |
| EN77      | 5        | Région Małopolskie                |
| ED59      | 1        | Région łódzkie                    |
| ED72 (en) | 17       | Przewozy Regionalne               |
| ED72 (en) | 4        | Województwo kujawsko-pomorskie    |
| ED73 (en) | 1        | Przewozy Regionalne               |
| EN61      | 1        | Przewozy Regionalne               |
| EN62      | 1        | Région warmińsko-mazurskie        |
| EN81      | 8        | Région małopolskie/świętokrzyskie |
| EN96      | 4        | Région świętokrzyskie             |
| Total:    | 801      |                                   |

### Locomotives électriques
(au 31 décembre 2013)
| Série      | Quantité | Propriétaire        |
| ---------- | -------- | ------------------- |
| EP07 (en)P | 5        | Przewozy Regionalne |
| EP07 (en)  | 11       | Tabor Szynowy Opole |
| EP07 (en)  | 3        | PKP Intercity       |
| EP07 (en)* | 6        | Przewozy Regionalne |
| ČD163      | 10       | České dráhy         |
| Total:     | 35       |                     |

(* en attente de passer à la norme EU07A)

### Locomotives diesels
(au 31 décembre 2013)
| Série     | Quantité | Propriétaire        |
| --------- | -------- | ------------------- |
| SM42      | 26       | Przewozy Regionalne |
| SU42 (en) | 24       | Przewozy Regionalne |
| SP32 (en) | 13       | Przewozy Regionalne |
| SU45      | 18       | Przewozy Regionalne |
| SM04      | 4        | Przewozy Regionalne |
| Together: | 85       |                     |

### Voitures
(au 31 décembre 2013)
| Série         | Quantité |
| ------------- | -------- |
| 1ére Classe   | 103      |
| 2ème classe   | 174      |
| Compartiments | 126      |
| Bagages       | 1        |
| Restaurant    | 1        |
| Autres        | 10       |
| Total:        | 415      |

### Autorails diesels
(au 31 décembre 2013)
| Série      | Quantité | Série  | Quantité |
| ---------- | -------- | ------ | -------- |
| SA101 (en) | 3        | SA132  | 3        |
| SA102 (en) | 3        | SA133  | 20       |
| SA103      | 13       | SA134  | 13       |
| SA104      | 1        | SA135  | 5        |
| SA105      | 6        | SA136  | 12       |
| SA106      | 5        | SA137  | 5        |
| SA107      | 2        | SA138  | 4        |
| SA108      | 6        | SA139  | 1        |
| SA109      | 7        | SN81   | 4        |
| SA131      | 1        | Total: | 114      |